# Đại đô đốc (Đức)

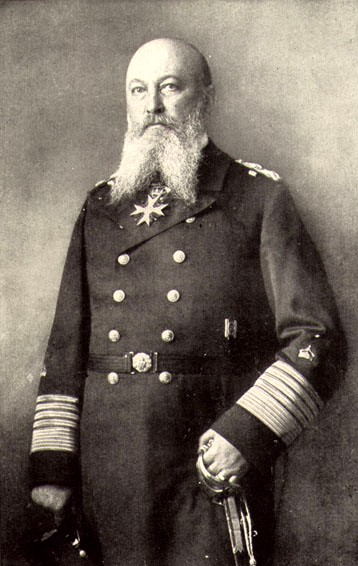
Đại Đô Đốc Alfred von Tirpitz

Đại đô đốc (tiếng Đức: Großadmiral) là bậc quân hàm đô đốc cao nhất trong lịch sử hải quân của các quốc gia nói tiếng Đức, bao gồm cả Đức và Áo.

## Lịch sử
Cấp bậc này được thành lập đầu tiên trong Hải quân Đế quốc Đức vào năm 1901, với vị thế tương đương cấp bậc Admiral of the Fleet của Hải quân Hoàng gia Anh. Giống như cấp bậc Thống chế, các đại đô đốc được quyền sử dụng gậy thống chế.
Cấp bậc Đại đô đốc là cấp bậc cao nhất trong hải quân. Cấp bậc liền dưới là Chánh đô đốc (Generaladmiral), tương đương cấp bậc Đại tướng Hải quân.
Cấp bậc Đại đô đốc cũng được Đế quốc Áo-Hung thành lập vào năm 1916. Thời kỳ Đức Quốc xã, cấp bậc Đại đô đốc được phong cho 2 đô đốc là Erich Raeder và Karl Dönitz. Cả hai đều là Tư lệnh của lực lượng Hải quân Đức Quốc xã (Kriegsmarine). Năm 1945, cấp bậc Đại đô đốc Đức bị bãi bỏ.

## Danh sách các Đại đô đốc Đức

### Đế quốc Đức
- King Edward VII of the United Kingdom (ngày 26 tháng 6 năm 1902)[2]
- Hans von Koester (ngày 28 tháng 6 năm 1905)
- King Oscar II of Sweden (ngày 13 tháng 7 năm 1905)
- Prince Henry of Prussia (ngày 4 tháng 9 năm 1909)
- Alfred von Tirpitz (ngày 27 tháng 1 năm 1911)
- Henning von Holtzendorff (ngày 31 tháng 7 năm 1918)

### Đức Quốc xã
- Erich Raeder, then-Commander-in-Chief of the Kriegsmarine, was made a grand admiral on ngày 1 tháng 4 năm 1939.
- Karl Dönitz, commander of the U-Boat fleet, was made a grand admiral on ngày 30 tháng 1 năm 1943 upon succeeding Raeder as Commander-in-Chief.